# Georges Chaperot
Georges Chaperot (* 21. April 1902 in Brest; † 16. Juli 1970 in Montargis) war ein französischer Drehbuchautor, der ein Mal für den Oscar für die beste Originalgeschichte nominiert war.

## Leben
Chaperot, der zwischen 1936 und 1948 die Drehbücher und Vorlagen für sechs Filme verfasst, wurde bei der Oscarverleihung 1948 für den Oscar für die beste Originalgeschichte nominiert, und zwar gemeinsam mit René Wheeler für Der Nachtigallenkäfig (La Cage aux rossignols, 1945) von Jean Dréville mit Noël-Noël, Micheline Francey und Georges Biscot.
Die Vorlage für diesen Film diente auch als Basis für den 2004 unter der Regie von Christophe Barratier entstandenen Film Die Kinder des Monsieur Mathieu (Les choristes).
Als Regisseur inszenierte er 1951 Dolorès et le joli cœur, für den Maurice Franck die Filmmusik beitrug. Sein Enkel ist der Schauspieler Emmanuel Patron.

## Filmografie
- 1936: Moutonnet
- 1937: Rendez-vous Champs-Elysées
- 1938: L’Innocent
- 1938: Vacances payées
- 1945: Der Nachtigallenkäfig (La Cage aux rossignols)
- 1948: Le mannequin assassiné